# Kreis Buk

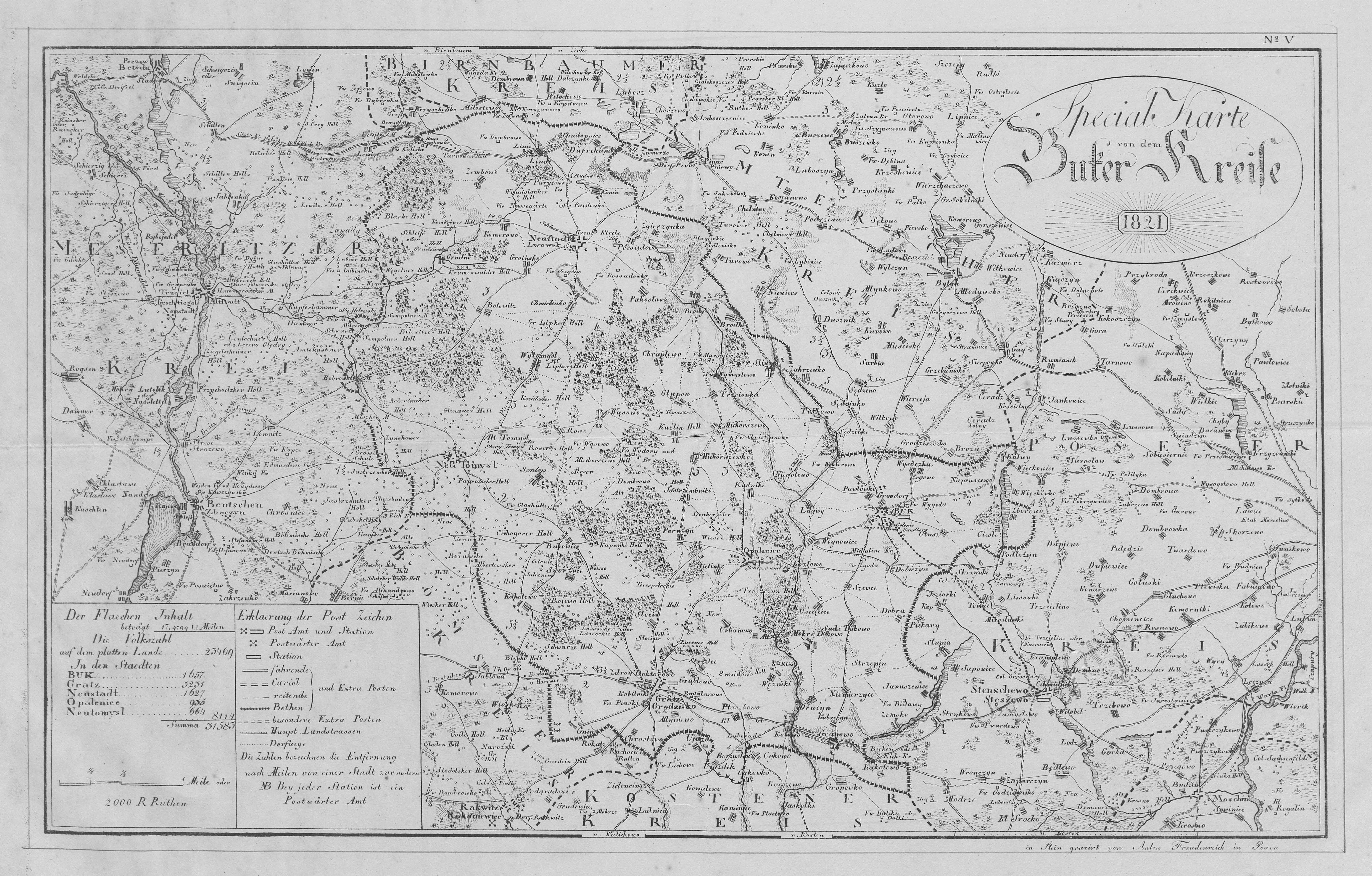
Der Kreis Buk

Der Kreis Buk im Westen der preußischen Provinz Posen bestand von 1818 bis 1887. Das ehemalige Kreisgebiet gehört heute zur polnischen Woiwodschaft Großpolen.

## Geschichte
Das Gebiet um die westpolnische Stadt Buk gehörte nach der Zweiten Teilung Polens von 1793 bis 1807 zur preußischen Provinz Südpreußen. Mit dem Frieden von Tilsit kam das Gebiet 1807 an das neugebildete Herzogtum Warschau, fiel aber mit dem Wiener Kongress am 15. Mai 1815 erneut an das Königreich Preußen, wo es nunmehr zum Regierungsbezirk Posen in der Provinz Posen gehörte.
Im Zuge der preußischen Verwaltungsreformen wurde zum 1. Januar 1818 hauptsächlich aus Teilen der alten Kreise Bomst und Posen der Kreis Buk gebildet. Kreisstadt und Sitz des Landratsamtes wurde die Stadt Neutomysl (ab 1875 Neutomischel). Als Teil der Provinz Posen wurde der Kreis Buk am 18. Januar 1871 Teil des neu gegründeten Deutschen Reichs, wogegen die polnischen Abgeordneten im neuen Reichstag am 1. April 1871 protestierten.
Der Kreis Buk gliederte sich in die fünf Städte Buk, Grätz, Neustadt bei Pinne, Neutomischel und Opalenitza sowie in Landgemeinden und Gutsbezirke, die in Polizeidistrikten zusammengefasst waren. Er hatte eine Fläche von 952 km².
Am 1. Oktober 1887 wurde der Kreis Buk aufgelöst. Aus der Westhälfte wurde der neue Kreis Neutomischel und aus der Osthälfte der neue Kreis Grätz gebildet.

## Einwohnerentwicklung
| Jahr | Einwohner | Quelle |
| ---- | --------- | ------ |
| 1818 | 28.255    | [ 2 ]  |
| 1846 | 49.398    | [ 3 ]  |
| 1871 | 57.889    | [ 4 ]  |

Die Bevölkerung des Kreises bestand zu etwa zwei Dritteln aus Polen und zu etwa einem Drittel aus Deutschen.

## Politik

### Landräte
1820–182400von Glowczewski
1820–182400Schubert
1824–186800…
1868–187400Bernhard von Richthofen (1836–1895)
1874–999900Carl Bischoff (1835–1900)
1874–188100Ludwig Zachariae (1844–1881)
1881–188700Richard Klapp (1841–??)

### Wahlen
Der Kreis Buk gehörte zum Reichstagswahlkreis Posen 4. Der Wahlkreis wurde bei allen Reichstagswahlen zwischen 1871 und 1887 von Kandidaten der Polnischen Fraktion gewonnen:
- 187100Alfred von Zoltowski
- 187400Joseph von Zoltowski
- 187700Joseph von Zoltowski
- 187800Theophil Magdzinski
- 188100Marzel von Zoltowski
- 188400Ludwig von Mycielski
- 188700Ludwig von Mycielski

## Gemeinden
1871 gehörten die folgenden Gemeinden zum Kreis:
| - Albertoske - Alt Dombrowo - Alt Tomysl - Blake - Bollwitz - Borzyslaw - Brodki - Brody - Buk, Stadt - Bukowiec - Chmielinko - Chraplewo - Chrustowo - Cichagora - Dakowy Mokre - Dakowy Suche - Dobiezyn - Dobra - Doktorowo - Druzyn - Dürnbund - Glinau - Glupon - Gnin - Granowo - Grätz, Stadt - Gromblewo - Gronsko - Groß Lipke | - Grossdorf - Grudno - Januschewice - Jastrzembnik - Kalwy - Klein Lipke - Kobylnik - Komorowo Dorf - Komorowo Hauland - Konin - Konkolewo - Konkolewo Hauland - Kopanke - Kotowo - Kozielaski - Kozlowo - Krummwalde - Krystianowo - Kubatschin - Kurowo - Kuschlin - Lagwy - Lassowko - Lenker Hauland - Linde - Michorzewko - Michorzewko Hauland - Michorzewo - Mischke-Bobrowko | - Mlyniewo - Neu Bollwitz - Neu Dombrowo - Neufeld - Neu Rose - Neustadt bei Pinne, Stadt - Neustadt Vorstadt - Neutomischel, Stadt - Niegolewo - Niepruschewo - Opalenitza, Stadt - Otusch - Pakoslaw - Paprotsch - Paulsdorf - Piaski - Porazyn - Ptaschkowo - Rojewo - Rose - Rudnik - Scherlanke - Schleife - Schwarzhauland - Sempolno - Sielinko - Sliwno - Slocin Dorf - Slocin Hauland | - Snowidowo - Sontop - Strzelce - Strzempin - Sworzyce - Szewce - Tarnowce - Terespotocke - Troszczyn - Trzcianka - Turkowo - Ujazdek - Urbanowo - Usciencice - Weisshauland - Wengielno - Wiktorowo - Wojnowice - Wonsowo - Woznik - Wymyslanke - Wysotschka - Wytomysl - Zdroy - Zegowo - Zembowo - Zemsko - Zgierzynka - Zinskowo |